# Vardø
Vardø (en sami septentrional: Várggát; en kven: Vuoreija o Vuorea) és un municipi de Noruega situat al comtat de Finnmark. Es troba a l'extrem nord-est del país. El centre administratiu és el poble homònim. L'altre assentament principal del municipi és a la vila de Kiberg. Té una població de 2.119 habitants (2014) i ocupa una superfície de 600 km². La ciutat és el punt terminal de la carretera europea E75, que comença a Sitia, Creta.

## Informació general

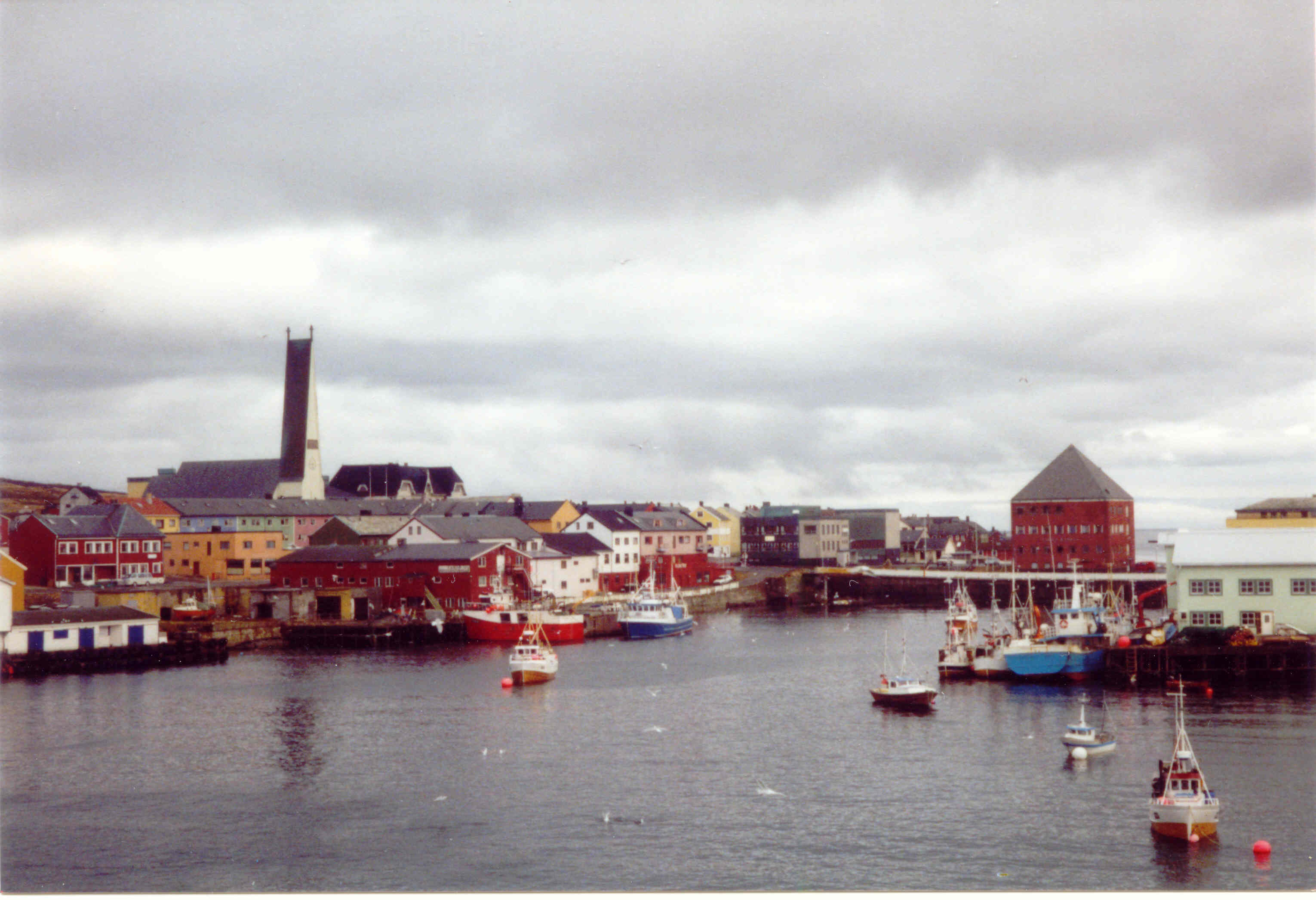
Vardø l'abril del 2001

La ciutat de Vardø i la zona rural al voltant d'ella es va establir com a municipi l'1 de gener de 1838. La llei requereix que tots els pobles han de ser separats dels seus districtes rurals, però a causa d'una població baixa i molt pocs votants, això era impossible de dur a terme a Vardø el 1838, igual que en altres municipis com Hammerfest o Vadsø. El districte rural de Vardø es va separar oficialment de la ciutat de Vardø el 1868, anomenant-se Båtsfjord. Després, l'1 de gener de 1964, la part oriental de Båtsfjord es va fusionar amb la ciutat de Vardø per crear l'actual municipi de Vardø.

### Nom
La forma en nòrdic antic per a aquest municipi era Vargøy. Vargr significa "llop" i øy significa "illa". Històricament aquest nom s'escrivia Vardöe.

### Escut d'armes
L'escut d'armes de Vardø es remunta l'any 1898, a diferència de la majoria de municipis de Noruega, que els seus escuts se'ls hi concediren a finals del segle xx. Les seves fronteres es dibuixen usant els colors nacionals: vermell, blanc i blau. La frontera emmarca l'escut, i el camp central mostra una escena complexa que incorpora una sortida del sol amb raigs, dos vaixells de pesca amb les tripulacions, la mar amb onades, i un gran bacallà. A la part superior s'hi troba l'any de la fundació de la ciutat, el 1789, juntament amb les paraules "Vardöensis Insígnia Urbis", que significa "el segell de la ciutat de Vardø". A la part inferior de l'escut, ens trobem amb el lema de la ciutat: Cedant Tenebrae Soli ('Que les tenebres donin pas pas al sol'.
L'escut és de color blau pàl·lid i té una frontera de tres bandes en vermell, plata i blau fosc. Els càrrecs són un sol d'or darrere de dos vaixells, un de vermell i un de negre, amb espelmes d'or per sobre d'una bacallà argentat. Una corona mural d'or amb cinc torres es munta en l'escut. L'escut d'armes no està d'acord amb la tendència general de Noruega dels escuts municipals d'armes, ja que té set colors i múltiples motius (la majoria dels escuts d'armes tenen dos o tres colors i un disseny molt més simple).
El municipi de Vardø se centra en la ciutat de Vardø, que va rebre el seu estatut de ciutat quan el rei Cristià VII de Dinamarca visità la vila el 17 de juliol de 1789. L'any 1789, el lema llatí de la ciutat i el text descriptiu  Urbis insígnies Vardöensis també apareixen a l'escut.

### Esglésies
L'Església de Noruega té una parròquia (sokn) dins del municipi de Vardø. És part del deganat Varanger a la Diòcesi de Nord-Hålogaland.
| Parròquia (sokn) | Nom               | Localització  | Any de construcció |
| ---------------- | ----------------- | ------------- | ------------------ |
| Vardø            | Església de Vardø | Vardø (poble) | 1958               |
| Vardø            | Capella de Vardø  | Vardø (poble) | 1908               |

## Geografia i clima

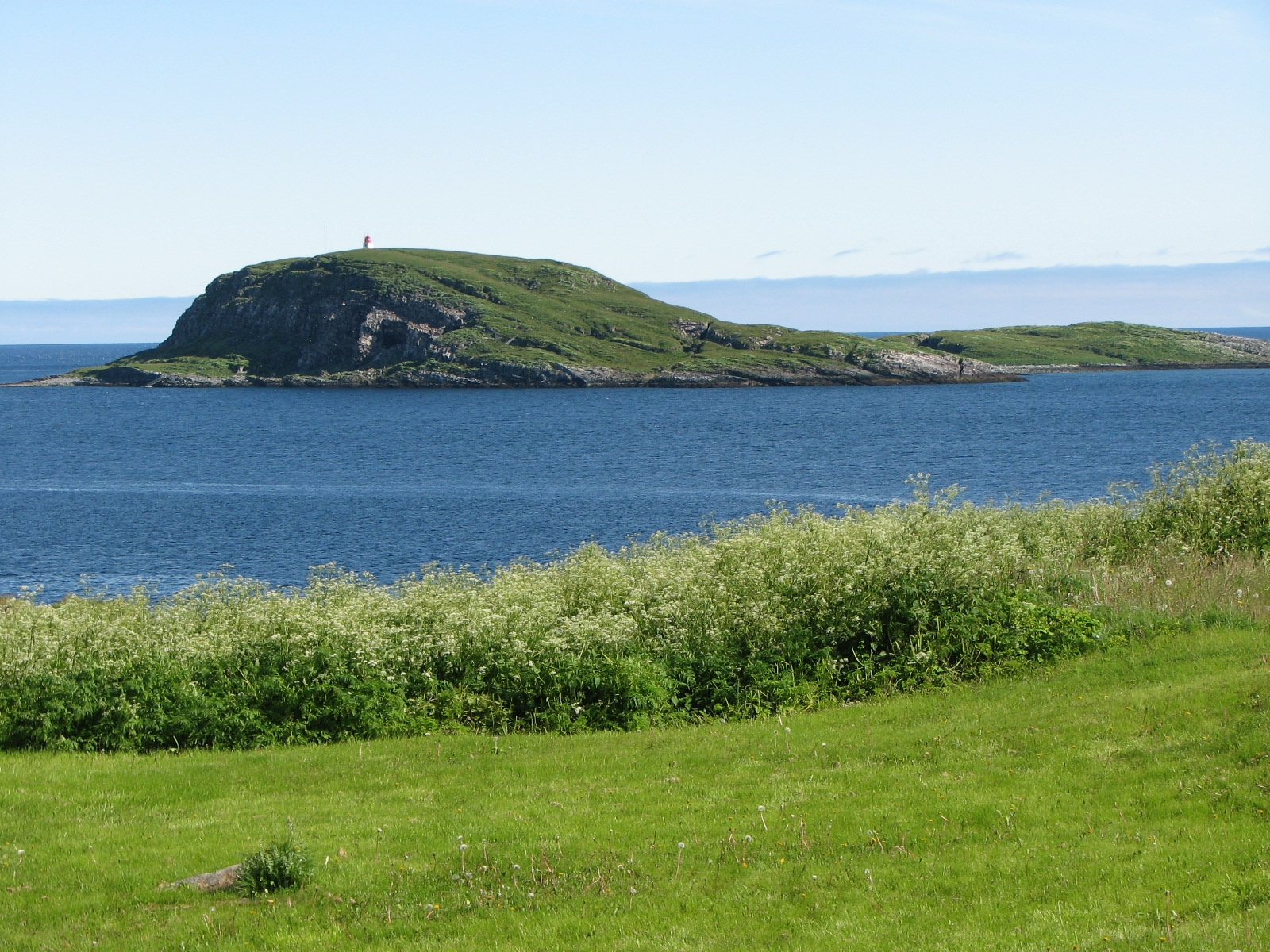
Vista de Hornøya

Vardø és el municipi més a l'est de Noruega i de tots els pobles nòrdics. Una part significativa del municipi està dins la península de Varanger.
El port de Vardø, en el Mar de Barents, roman lliure de gel durant tot l'any gràcies a l'efecte del corrent de l'Atlàntic Nord. Tanmateix, Vardø té un clima polar (en la classificació de Köppen: ET). però proper a la classificació de clima subpolar oceànic: "Cfc") i clima subàrtic: "Dfc"). En tenir un estiu fresc (9,2 °C al juliol) la vegetació és de tundra, per tant sense arbres, només algunes espècies d'arbres plantades en llocs arrecerats sobreviuen, per exemple Sorbus aucuparia. La pluviometria anual és de 563 litres.
Des de 1998, la ciutat compta amb unes instal·lacions de radar anomenades Globus II que oficialment serveixen per resseguir l'escombraria de l'espai però estan connectades també amb el sistema antimíssils dels Estats Units i generen una controvèrsia.
| Paràmetres climàtics mitjans de Vardø, Noruega | Paràmetres climàtics mitjans de Vardø, Noruega | Paràmetres climàtics mitjans de Vardø, Noruega | Paràmetres climàtics mitjans de Vardø, Noruega | Paràmetres climàtics mitjans de Vardø, Noruega | Paràmetres climàtics mitjans de Vardø, Noruega | Paràmetres climàtics mitjans de Vardø, Noruega | Paràmetres climàtics mitjans de Vardø, Noruega | Paràmetres climàtics mitjans de Vardø, Noruega | Paràmetres climàtics mitjans de Vardø, Noruega | Paràmetres climàtics mitjans de Vardø, Noruega | Paràmetres climàtics mitjans de Vardø, Noruega | Paràmetres climàtics mitjans de Vardø, Noruega | Paràmetres climàtics mitjans de Vardø, Noruega |
| Mes                                            | Gen.                                           | Feb.                                           | Mar.                                           | Abr.                                           | Mai.                                           | Jun.                                           | Jul.                                           | Ago.                                           | Set.                                           | Oct.                                           | Nov.                                           | Des.                                           | Anual                                          |
| ---------------------------------------------- | ---------------------------------------------- | ---------------------------------------------- | ---------------------------------------------- | ---------------------------------------------- | ---------------------------------------------- | ---------------------------------------------- | ---------------------------------------------- | ---------------------------------------------- | ---------------------------------------------- | ---------------------------------------------- | ---------------------------------------------- | ---------------------------------------------- | ---------------------------------------------- |
| Temperatura màxima registrada °C (°F)          | −2,7 (27,1)                                    | −3,0 (26,6)                                    | −1,6 (29,1)                                    | 0,8 (33,4)                                     | 4,5 (40,1)                                     | 8,5 (47,3)                                     | 11,5 (52,7)                                    | 11,1 (52)                                      | 8,4 (47,1)                                     | 4,0 (39,2)                                     | 0,7 (33,3)                                     | −1,4 (29,5)                                    | 3,4 (38,1)                                     |
| Temperatura mínima registrada °C (°F)          | −7,7 (18,1)                                    | −7,9 (17,8)                                    | −5,8 (21,6)                                    | −3,0 (26,6)                                    | 0,7 (33,3)                                     | 4,3 (39,7)                                     | 7,3 (45,1)                                     | 7,4 (45,3)                                     | 4,9 (40,8)                                     | 0,7 (33,3)                                     | −3,4 (25,9)                                    | −6,1 (21)                                      | −0,7 (30,7)                                    |
| Temperatura diària màxima °C (°F)              | −22,5 (−8,5)                                   | −22,7 (−8,9)                                   | −20,5 (−4,9)                                   | −14,1 (6,6)                                    | −10,3 (13,5)                                   | −3,9 (25)                                      | −1,6 (29,1)                                    | −0,4 (31,3)                                    | −4,8 (23,4)                                    | −13,2 (8,2)                                    | −14,8 (5,4)                                    | −28,9 (−20)                                    | −28,9 (−20)                                    |
| Temperatura diària mínima °C (°F)              | −5,1 (22,8)                                    | −5,4 (22,3)                                    | −3,6 (25,5)                                    | −1,1 (30)                                      | 2,5 (36,5)                                     | 6,2 (43,2)                                     | 9,2 (48,6)                                     | 9,1 (48,4)                                     | 6,6 (43,9)                                     | 2,4 (36,3)                                     | −1,3 (29,7)                                    | −3,7 (25,3)                                    | 1,3 (34,3)                                     |
| Precipitació total mm (polzades)               | 55 (2,2)                                       | 41 (1,6)                                       | 34 (1,3)                                       | 33 (1,3)                                       | 30 (1,2)                                       | 42 (1,7)                                       | 49 (1,9)                                       | 55 (2,2)                                       | 54 (2,1)                                       | 58 (2,3)                                       | 59 (2,3)                                       | 53 (2,1)                                       | 563 (22,2)                                     |
| Font: Norwegian Meteorological Institute 2014  |                                                |                                                |                                                |                                                |                                                |                                                |                                                |                                                |                                                |                                                |                                                |                                                |                                                |

### Avifauna
El municipi de Vardø inclou dues interessants colònies de d'aus marines; existeix una petita població de somorgollaire de Brünnich, i colònies més nombroses de gavot i somorgollaire comú.

## Economia i turisme

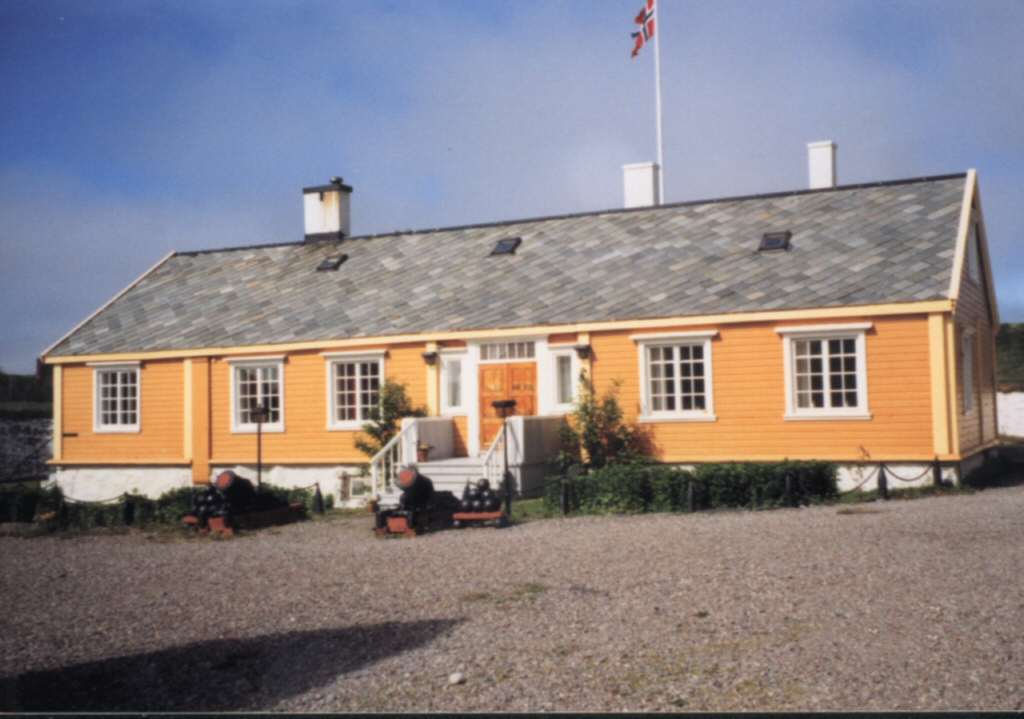
Oficines oficials de Vardøhus Festnin. Els arbres sorbus es pot veure a l'esquerra i dreta de l'escala.

Si bé la pesca i el processament de productes marins són les principals fonts d'ingrés de Vardø, el turisme està començant a tenir una importància creixent com a factor econòmic.
Les atraccions turístiques de Vardø inclouen el Vardøhus Festning, una fortalesa del segle xiii (si bé l'estructura que s'aprecia actualment es remunta a l'any 1734); diverses colònies d'aus marines; dos museus: un sobre el comerç de Pomor i l'altre sobre la història local i l'avifauna; i restes de fortificacions alemanyes de la Segona Guerra Mundial. La competència de Yukigassen que es realitza a Vardø és única en el seu tipus a Noruega.
El Vardøhus Festning allotja dos arbres de sorbus dels quals són atesos amb dedicació, i a l'hivern són calefaccionats atès que si no, no sobreviurien en el clima fred de Vardø, al nord de la línia de boscos de l'Àrtida. Originalment, el 1960 es van plantar set arbres; l'únic que va aconseguir sobreviure va florir dues vegades, el 1974 i el 1981. Aquest arbre finalment no va poder aguantar el fred hivern de l'any 2002, i en el seu lloc s'hi plantaren dos nous plançons.

### Radar Globus Ingle

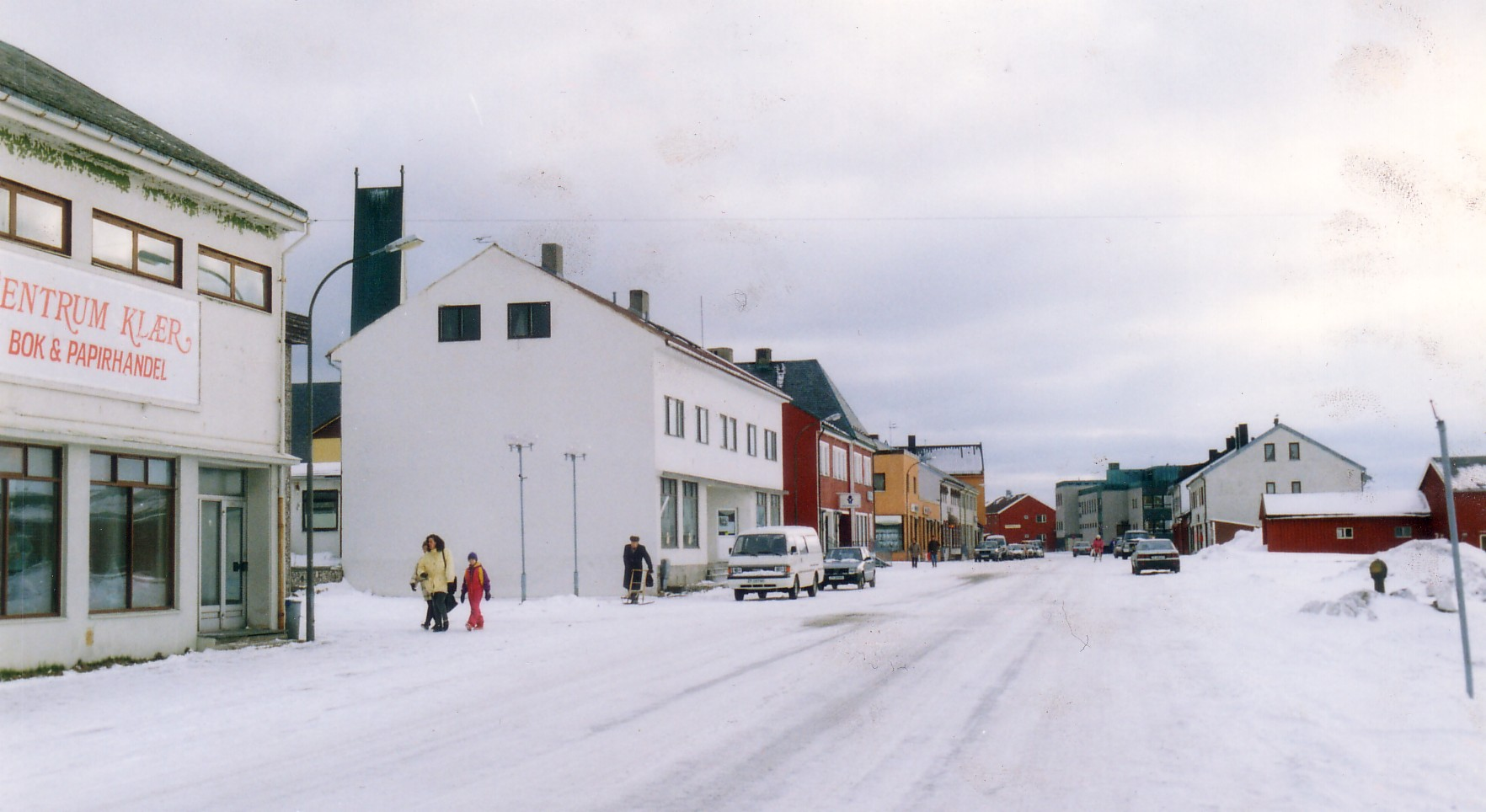
Carrer de Strandgaten, Vardø

El 1998 es va instal·lar a Vardø un radar anomenat Globus II. El seu propòsit oficial és ajudar a controlar les escombraries espacials; però, a causa de la seva proximitat amb Rússia, i una connexió que existiria entre el sistema Globus II i els sistemes anti míssils nord-americans, la base ha estat objecte d'una gran controvèrsia en cercles diplomàtics i d'intel·ligència.

## Ciutats agermanades
El municipi de Vardø manté una relació d'agermanament amb les següents ciutats:
- Kemijärvi, Finlàndia